# 木克华
木克华（1912年9月22日—1981年1月29日）又名慕客华，本名德本·木克吉（Debesh Mukerjee），生于印度阿萨姆邦迪布鲁加尔，印度医生，曾为印度援华医疗队队员。

## 生平
1912年9月22日，木克华出生于阿萨姆邦迪布鲁加尔，1937年自加尔各答医学院毕业。
1938年9月，木克华参加印度援华医疗队来中国，在印度国大党规定的来中国一年期限将满时，突患肾病。1939年8月2日，木克华离开延安经重庆回印度，向正在重庆访问的印度国大党领袖尼赫鲁汇报了印度援华医疗队来中国后的工作。尼赫鲁得知木克华患病之后，要木克华到香港检查身体，若病情好转可返延安。
来到香港后，木克华见到保卫中国同盟主席宋庆龄，二人讨论了印度向中国继续提供医疗的问题。宋庆龄请木克华向尼赫鲁汇报此次谈话。但由于第二次世界大战爆发，印度国大党电召访华的尼赫鲁回国。不久，木克华从香港回到印度。回到印度后，木克华随即为印度援华医疗队募集医药品，经缅甸再度来中国。但到缅甸仰光后，木克华被缅甸的英国殖民政府逮捕，携带的援华医药物资被没收，木克华被押解回印度。
1942年，木克华在印度因为参加要英国殖民者“退出印度”的政治运动而被捕入狱。获释之后，木克华继续从医。木克华曾任印度医学会副主席，是全印柯棣华大夫纪念委员会以及印中友好协会成员。1957年，木克华与原来印度援华医疗队的其他三位健在成员爱德华、巴苏华、卓克华应邀来中国访问。1979年9月，木克华随全印柯棣华大夫纪念委员会代表团再度访问中国。
1981年1月29日，木克华因脑炎在印度加尔各答病逝，享年69岁。